# Рахмонов Журахон Рахмонбердійович
Журахон Рахмонов — засновник театру імені Бобура міста Ош, радянський театральний актор, Заслужений артист Узбецької РСР (1974).

## Життєпис
Журахон Рахмонов народився 18 серпня 1917 року в Оші в сім'ї службовців. Він був одним із засновників узбецького драматичного театру імені Кірова (нині імені Бобура) м. Ош. Поступив артистом в театр в 1937 році. Також засновниками Ошского театру імені Кірова є його батько Рахмонберді Мадазімов (з 1918 року), а також його брат Урінбой (з 1927 року).
У 1938 році був призваний до лав Червоної армії. Брав участь в Радянсько-фінській війні, обороні блокадного Ленінграда, служив старшим сержантом 9-го танкового корпусу 2-го Білоруського фронту. Брав участь у визволенні Росії, України, Білорусі, Польщі, Німеччини, взятті Берліна і Рейхстагу. Нагороджений орденом «Вітчизняної війни» II ступеня (наказ 9-ТК № 015 / п от 23 серпня 1943), а також численними медалями.
Після закінчення війни Журахон Рахмонов повернувся на роботу в Ошский драмтеатр і до кінця життя працював там артистом, зіграв більше ста ролей в театрі і кіно. Велику роль у досягненні творчого підйому театрального колективу і Журахона Рахмонова зіграли поставлені на сцені театру твори Ч. Айтматова «Материнське поле», К. Яшина і М. Мухамедова «Ділором», Шекспіра «Отелло». У наступні роки Журахон Рахмонов зіграв ролі у творах «Могутня хвиля» Шарафа Рашидова, «Любов Ярова», «Червоний галстук» К.Треньов, «Обман і любов» Шиллера, «Слуга двох панів» К. Гольдоні, «Гроза» Олександр Островського, «Уркуя» Н.Байтемірова, «Переполох перед весіллям», «Любов, джаз і чорт».
14-25 жовтня 1958 Ж.Рахмонов разом з колективом Ошского узбецького театру брав участь у другій декаді киргизького мистецтва і літератури в Москві. 20 лютого 1961 брав участь на I з'їзді театрального товариства Киргизії.
У 1967 році Ошский узбецький театр був на гастролях в Таджицькій РСР. Гастролі пройшли з великим успіхом, колектив був нагороджений почесною грамотою міністерства культури Таджицької РСР.
11-17 липня 1967 брав участь у Днях культури і мистецтва Киргизії в Москві.
З 4 по 14 вересня 1969 брав участь в декаді киргизької літератури і мистецтва в Узбецькій РСР. 2-10 квітня 1970 брав участь у святі мистецтв народів СРСР, присвячений 100-літтю народження В. І. Леніна. Так як Журахон Рахмонов відмінно володів киргизьким мовою, то він задовго до відкриття Ошского киргизького драматичного театру імені С. Ібраімова (відкритий 24 листопада 1972, побудований в 1974 році) пропагував і активно брав участь в постановках класичних і сучасних драм киргизьких письменників. На сцені, при виконанні ролей киргизьких авторів, він грав на киргизької мовою.
У 1957 році він був нагороджений почесною грамотою міністерства культури Киргизької РСР, а в 1976 році медаллю ударника IX п'ятирічки. По закінченні гастролей в Ташкенті за великий внесок у пропаганду і розвиток культури і мистецтва Журахон Рахмонов Указом Президії Верховної Ради Узбецької РСР № 164 від 5 липня 1974 був удостоєний почесного звання Заслужений артист Узбецької РСР (медаль № 877). В історії Киргизії лише двоє артистів були удостоєні цього почесного звання. Журахон Рахмонов був комічним, трагічним актором, що зіграв більше ста ролей. Багато його комічні висловлювання і ситуації опубліковані в комічних п'єсках письменника Абдугані Абдугафурова і в його книзі «Видатні сини Оша» виданого в 2000 році і журналі «Муштум». У книзі драматурга Абдугані Абдугафурова «Академічний театр» виданого в 2010 році відображені заслуги Журахона Рахмонова у творчій діяльності Ошского театру імені Бабура. Заслуги Журахона Рахмонова за великий внесок у розвиток культури і мистецтва Киргизстану були високо оцінені керівництвом Киргизькій РСР і він був нагороджений двома почесними грамотами Президії Верховної Ради Киргизької РСР (1968 і 1974 роки). В історії Киргизії тільки кілька видатних державних і громадських діячів двічі удостоювалися цієї грамоти. Журахон Рахмонов помер 7 квітня 1977 і він був похований в місті Ош. На його похороні брали участь і виголошували промови перший секретар Ошского обкому партії Султан Ібраїмов і керівники Ошского міськвиконкому.

## Артист
Творча діяльність Журахона Рахмонова проходила на сцені театру імені Бобура) м Ош в 1937-1977 роках.
Їм зіграно більше ста ролей: Батрака в «Бай і наймитів», Токтогула в «Токтогула», городничого в «Ревізорі», пристава у «Весіллі», «Батир і Ра'но» М. Рахмона, Айнок силача в «Равшан ва Зулхумор», Дикого в «Грози», Ташбалти в «Ташбалта закоханий», Бабахана в «Тахір і Зухра», Ясумана в «Фархад і Ширін», Мавляна в «Любов до Батьківщини», батька «Наречена за 5 сом», «Перший учитель» Ч. Айтматова, тисячника Кадиркула в «Коли зоря зійде над Ферганой», «Криваві дні» Ф. Г. Литвинський, М. Азізова, «Легендарна особистість» Сохіб Жамола, шаха в «Орзігуле», Женгіш ога в «Незнайомий знайомець» М. Карімова, роль німецького офіцера, «Минулі дні» А. Кадиров, «Нодір», «Сурмахон», «Дорогі дівчата», «Скупість», «Зведена дівчина» А. Абдугафурова, «Сильніше бурі», «Могутня хвиля» Ш. Рашидова та інші. А також він брав участь у численних концертних програмах.

## Робота в театрі
- 1937 — Шиллера «Обман і любов», Ш.Хуршід «Фархад і Ширін».
- 1938 — К. Гольдоні «Слуга двох панів», Сабір Абдулла «Шабля Узбекистану».
- 1946 — Мухтаров «Честь жінки».
- 1947 — Уйгун «Весна», Хуршид «Фархад і Ширін».
- 1948 — К.Треньов «Червоний галстук», Уйгун «Пісня життя», Уйгун «Алтинкуль».
- 1949 — Зіннат Фатхуллін «Пелюстки», Хамід Алімджан «Семург».
- 1950 рік — Ісмоілі Акрам «Справедливість», Сабір Абдулла «Алпамиш».
- 1951 — Боконбаєв «Токтогул», Хуршид «Лейлі і Меджнун».
- 1952 — Шукур Са'дулла «Ёрілтош», Махмуд Рахмон «Радість», Абдулла Каххар «Шовковий сюзане».
- 1953 — Іззат Султан «Алішер Навої», М. Лисенко «Наталка Полтавка», К.Яшін «Нурхон».
- 1954 — Шукур Са'дулла «Свято на поле», Бахром Рахмонов «Сердечні секрети».
- 1955 — К.Яшін «Офтобхон», Рабіндранат Тагор «Дівчина річки Ганг».
- 1956 — К.Яшін «Равшан і Зулхумор», Зіннат Фатхуллін «Любов до Батьківщини», І.Ахмедов «Скриня секретів».
- 1957 — Сабір Абдулла «Алпамиш», Самед Вургун «Юлдуз».
- 1958 рік — Хамід Алімджан «Ойгул і Бахтіёр», М.Шатров «Іменем революції».
- 1959 рік — Турсун Собіров «Орзігул», Ахмад Бобожонов «Ашик Гаріб і Шахсанам», А.Бобожон «Тайфун», Хамза «Секрети паранджі».
- 1960 — Кубаничбек Маліков «На високій землі», Хамід Гулям «Ташбалта закоханий», Карло Гоцці «Принцеса Турандот».
- 1961 — Ріхсі Оріфжонов «Якщо твоя голова крива», К.Яшін «Ділором».
- 1962 рік — Шукур Са'дулла «Два браслета», Бексултон Жакіев «Доля батька».
- 1963 рік — Мухаммаджон Хайруллаєв «Дитя», Абдулла Каххар «Голос з гробу», Яхёхон Маматхонов «Мелі хоббон, Набі товон».
- 1964 рік — Ахмад Бобожонов «Трагедія поеми», Байсеітов, Шангітбоев «Дорогі дівчата», У.Шекспір «Отелло», Касималі Джантошев «Чортова дівчина», Прем Чанд «Німмо».
- 1965 рік — Сахіб Жамал «Гулі сіёх», З.Фатхуллін «Любов у молодості», Касималі Джантошев «Гірський беркут», Іззат Султан «Політ беркута».
- 1966 рік — Іззат Султан «Невідомий чоловік», Сабір Абдулла «Гул і Навруз», Чингіз Айтматов «Материнське поле», Уйгун «Парвона».
- 1967 год — Алішер Навої «Ділором», Адхам Рахмат «Абдулла Набієв», Уткир Рашид «Свати», Касималі Джантошев «Дівчина з вусами».
- 1968 рік — Абдулла Кадирі «Скорпіон з вівтаря», Анатолій Софронов «Кухарка вийшла заміж», Мирзабек Тойбаев «Нова наречена», Бекніёзов, Ісмаїлов «Між двох вогнів», Абдугані Абдугафуров «Жаль».
- 1969 — Н. В. Гоголь «Одруження», Хамід Гулям «Дивні речі», Шараф Рашидов «Могутня хвиля», Мірзакалон Ісмоїлі «Коли зоря зійде над Ферганой».
- 1970 рік — Т. Абдумомунов «Впав сміється над подскользнувшімся», Ордубодій «Наречена за 5 сом», Шухрат «Дешевий наречений», Дімітрас Псафаса «Требуется брехун».
- 1971 — А. Д. Іловайський «Пригоди Чанду», Гунтекін «Обман по шаріату», Умаржон Ісмаїлов «Рустам», Суорун Омоллоон «Перед світанком».
- 1972 рік — Мухтаров «Чортове покоління», Токтоболот Абдумомунов «Дівчина Атабеков», А.Абдугафуров «Балои нафс».
- 1973 рік — Абдукаххор Маннонов «Початок життя», Олександр Островський «Гроза», Хамід Гулям «Ташбалта закоханий», Саідмуродов «Гірська красуня».
- 1974 року — А.Абдугафуров «Куйдірмаган кундош», Жура Махмудов «Красуня», Аали Токомбаев «Ашірбой», Ріхсі Оріфжонов «Злочин без покарання», Саїд Ахмад «Повстання невісток».
- 1975 рік — Турсун Сабіров «Орзігул», Н. В. Гоголь «Ревізор», Умарахунов «Людина здалеку», Хута «Старики з молодими душами», Ісмаїл Акрам «Справедливість».
- 1976 року — Мехрібон Назаров «Рука друга», Т. Абдумомунов «Нікому не кажи», Бабаханов «Жартівник Алі», Ахмедов «Скриня секретів».
- 1977 року — Папаян «Переполох перед весіллям», Насріддін Байтемір «Уркуя», А.Абдугафуров «Спадщина отців», Аали Токомбаев «Жалість до тварині».

Крім того, він брав участь у численних концертних програмах.

## Особисте життя
Батько: Рахмонберді Мадазімов (1875—1933). Дружина: Ойімхон (1929—1997). Діти: Анзіратхон (1951), Муяссархон (1955), Санжарбек хожі (1959—2012), Мінурахон (1962), Муаззамхон (1964), Анвар (1969—2004).

## Нагороди
- Орден Вітчизняної війни 2 ступеня (23 серпня 1943 року)
- Медаль «В ознаменування 100-річчя з дня народження Володимира Ілліча Леніна»
- Медаль «20 років перемоги у ВВВ»
- Медаль «30 років перемоги у ВВВ»
- Медаль «50 років Збройних Сил СРСР»
- Знак «25 років перемоги у Великій Вітчизняній війні»
- Заслужений артист Узбецької РСР (5 липня 1974)
- Почесна грамота Президії Верховної Ради Киргизької РСР (10 лютого 1968)
- Ударник 9 п'ятирічки (28 січня 1976)
- Почесна грамота Президії Верховної Ради Киргизької РСР (28 серпня 1974)
- Почесна грамота Міністерства культури Киргизької РСР (1957 рік)
- і численні медалі, як ветерану ВВВ.

## Твори в інтернет-бібліотеках
- Акторська династія
- Вони стояли біля витоків
- ЦентрАзія Персони
- Біографії знаменитостей [Архівовано 4 березня 2016 у Wayback Machine.]
- Радянські актори кіно і театру чоловіки [Архівовано 4 березня 2016 у Wayback Machine.]
- Архивные документы старшего сержанта Рахманова Журахона в ЦАМО [Архівовано 22 грудня 2019 у Archive.is]
- Журахон Рахмонов в журнале Муштум
- История театра